# Mariánská Hora
Mariánská Hora (deutsch Marienberg) ist ein Ortsteil der Gemeinde Albrechtice v Jizerských horách im Okres Jablonec nad Nisou in Tschechien.

## Geographie
Der Ortsteil liegt am Rand eines Seitentales der Kamnitz (Kamenice) zwischen dem Tannwalder Spitzberg (810 m n.m.; tschechisch Tanvaldský Špičák) und den ausgedehnten Wäldern der beiden Dessetäler im Isergebirge.
Zu Marienberg gehört auch die separat im Wald auf halber Strecke zum Kamm gelegene Häusergruppe Mariánskohorske boudy (Marienberger Bauden) in der Nähe der Gebrochenen Talsperre, die jedoch nicht dauerhaft bewohnt ist.

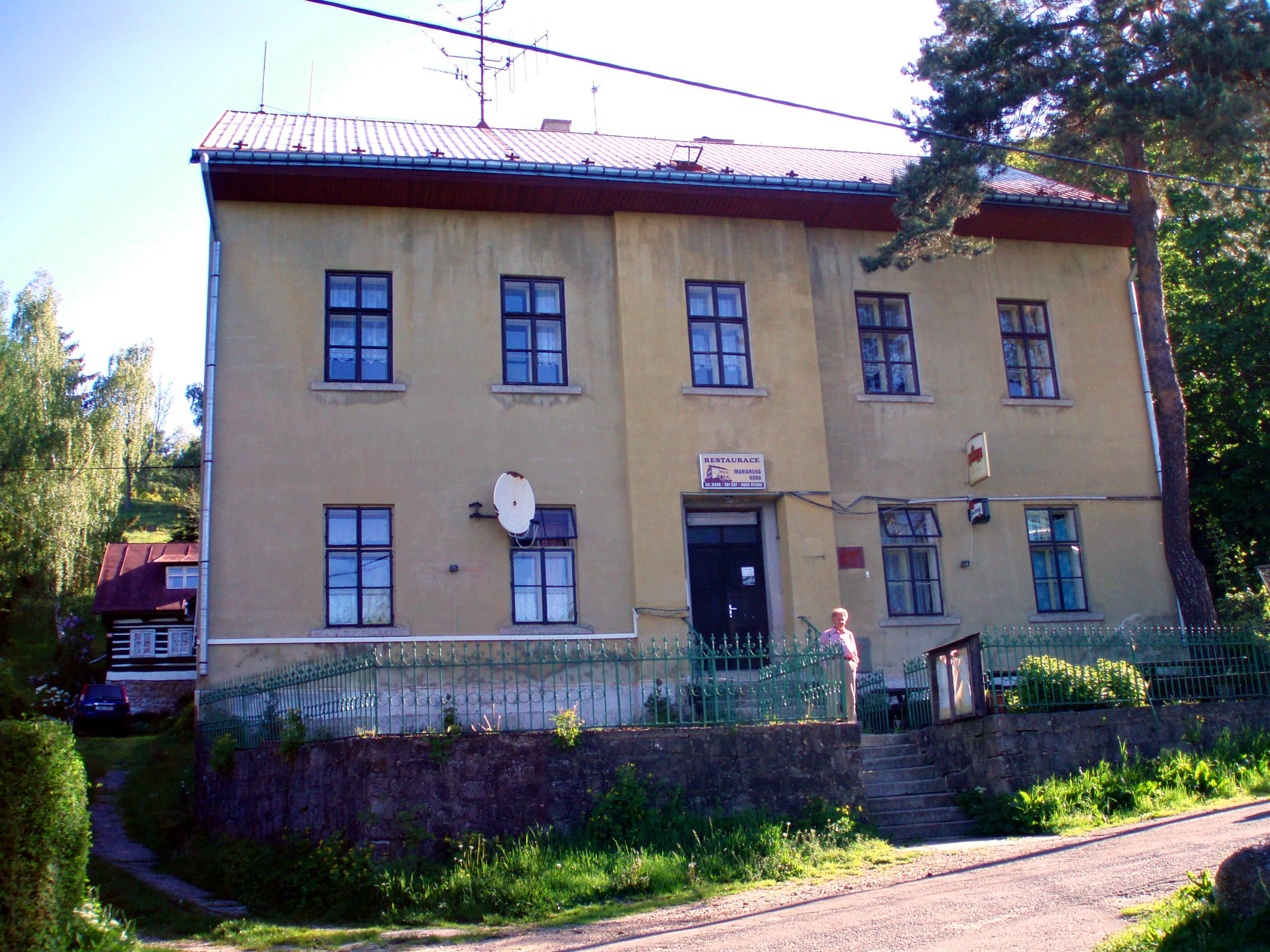
Ortsmotiv in Mariánská Hora

## Geschichte
Durch den 1701 gegründeten Ort, in dem sich ein Hotel sowie mehrere Bauden und Pensionen befinden, führen mehrere Wanderwege. 1991 hatte der Ort 11 Einwohner. Im Jahre 2001 bestand das Dorf aus 18 Wohnhäusern, in denen 22 Menschen lebten.

## Sehenswürdigkeiten
Zu den Sehenswürdigkeiten von Marienberg zählt die Heilige Treppe nach Desná, die aus etwa 350 Steinstufen besteht.